# Eike Gallwitz
Eike Gallwitz, auch teilweise als Eik Gallwitz oder mit Künstlername Eik Travers gelistet (* 31. März 1940 in Göttingen; † 8. September 2010 ebenda) war ein deutscher Autor und Schauspieler.

## Tätigkeiten
Gallwitz arbeitete ursprünglich für das Theater und wurde zeitweise für das Fernsehen aktiv. Als Regisseur war er für die Kurzfilme Gangster (1971) und Nizza (1970) verantwortlich.
Zu seinen bekanntesten Auftritten gehörten die Darstellung des sensiblen Bielich in Die Verrohung des Franz Blum, des Schlangenmenschen in der Jugendserie Ein Fall für TKKG sowie einige Nebenrollen in den Fernsehserien Großstadtrevier sowie Tatort.
Gallwitz war neben seiner Arbeit für Theater und Film auch im Hörspielbereich als Autor sowie Sprecher tätig. Daneben wurde er als Theaterschauspieler engagiert.

## Filmografie (Auswahl)
- 1969: Ein Sommer auf dem Lande
- 1971: Furchtlose Flieger
- 1974: Die Verrohung des Franz Blum
- 1978: Messer im Kopf
- 1978: Kläger und Beklagte (TV-Reihe)
- 1979: Der Willi-Busch-Report
- 1980: Luftwaffenhelfer (TV-Spielfilm)
- 1982: Tatort: Wat Recht is, mutt Recht bliewen (Fernsehreihe)
- 1985: Ein Fall für TKKG (Fernsehserie, eine Folge)
- 1991–1992: Großstadtrevier (Fernsehserie, zwei Folgen)
- 1995: Tatort – Tod eines Polizisten

## Hörspiele (Auswahl)
Als Autor:
- 1988: Hört mich einer? – Regie: Andreas Weber-Schäfer, Science-Fiction-Hörspiel, SDR
- 1989: Ambra – Das letzte Geschenk – Regie: Andreas Weber-Schäfer, Science-Fiction-Hörspiel, SDR, ausgezeichnet mit dem Kurd-Laßwitz-Preis 1991
- 1991: Schwarzer Sand – Regie: Andreas Weber-Schäfer, Science-Fiction-Hörspiel, SDR
- 1992: Die Wonnen der Physik – Regie: Andreas Weber-Schäfer, Science-Fiction-Hörspiel, SDR
- 1993: Der Trank des Schweigens – Regie: Andreas Weber-Schäfer, Science-Fiction-Hörspiel, SDR
- 1994: Die Nebelkrähe – Regie: Andreas Weber-Schäfer, Science-Fiction-Hörspiel, SDR
- 1995: Das Puppenhaus – Regie: Andreas Weber-Schäfer, Science-Fiction-Hörspiel, SDR

## Veröffentlichungen
- 1986: Das Kind – Schlender, Göttingen
- 1981: Die Spur – Ullstein Verlag, Frankfurt am Main